# John Chippewa Crerar

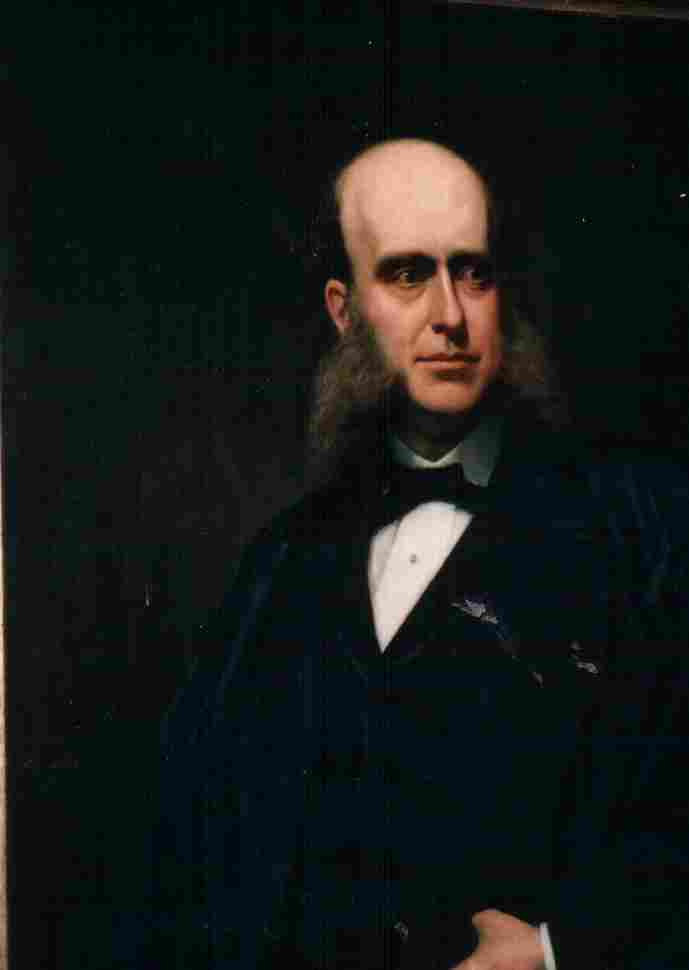
John Chippewa Crerar

John Chippewa Crerar (* 8. März 1827 in New York; † 19. Oktober 1889 ebenda) war ein amerikanischer Industrieller und Philanthrop.

## Leben
Seine Eltern waren Einwanderer aus Schottland, sein Vater verstarb früh. Er begann seine Laufbahn in der Niederlassung seines Stiefvaters in New York. Als er 1856 dem Bankier Morris Ketchum Jesup begegnete übernahm er die Leitung der Unternehmungen. Er begründete die John Crerar Bibliothek, heute Teil der Universität von Chicago.